# Szentes Géza
Mádéfalvi és kisbaconi Szentes Géza György (Székelyudvarhely, 1899. – Lyon, 1985. szeptember 26.) magyar fényképész, festőművész és grafikus.

## Élete
Gimnáziumi tanulmányait a csíksomlyói (csíkszeredai) római katolikus főgimnáziumban (I-II. osztály, 1909–1911), a székelyudvarhelyi állami főreáliskolában (II-V. osztály, 1911-1915), a brassói állami főreáliskolában (VI. osztály, 1915/1916), a budapesti VIII. kerületi községi főreáliskolában (VII. osztály, 1916/1917) és a nagyváradi állami főreáliskolában (VIII. osztály, 1917/1918) végezte. Az érettségi évében bevonult katonának, és résztvevője volt a világháború utolsó hónapjainak.
A háború után fényképésznek tanult, 1924-ben szabadult Diskay Sándor műhelyében. Eleinte különféle budapesti, bukaresti és pécsi műtermekben dolgozott. 1926-ban  Krammer Józseffel együtt bérelték Pécsen a Király utca 1. szám alatti  műtermet, „Dóra fotó” néven. 1927-ben önállósította magát, és „L’ Art” néven indított fotószalont Budapesten (Erzsébet körút 44.) Később, az 1940-es években műterme és lakása a Teréz körút 12. (1950-től Lenin körút 70.) szám alatt, az Oktogonhoz közel működött. 1948-ban tagja volt a Fényképészek Beszerző és Termelő Szövetkezetének (Erzsébet körút 51.). Élete végén Franciaországba távozott, és a lyoni Centre Léon Bérard kórházban hunyt el. Hamvait azonban Budapesten, a Farkasréti temetőben helyezték végső nyugalomra.

## Embermentő munkája
Amikor 1944 végén Szentes Géza lakóhelye (Teréz körút 12.) sárga csillagos ház lett, elvállalta a házparancsnoki feladatot, hogy segíthessen az épületben maradt zsidó nőkön és gyermekeken. Miután már a férfiakat elvitték kényszermunkára, hírét szerezte, hogy a nőket is össze fogják gyűjteni. Figyelmeztette őket, hogy meneküljenek vagy rejtőzzenek el, néhányukat pedig saját lakásában rejtett el, így a nyilasok már senkit sem találtak. Azt mondta nekik, hogy a rendőrök már korábban elvitték őket. Felesége ápolónővérként, a Tátra utcai svéd kórházban dolgozott. Rajta keresztül 1944. december 8-án igazolványt szerzett a svéd Vöröskereszttől, amely szerint „Szentes Géza úr a Svéd Vöröskereszt egészségügyi intézménye alkalmazottainak névjegyzékébe felvétetett. Kérjük a hatóságokat, hogy nevezettet működésében támogatni szíveskedjenek.” Másoknak is szerzett svéd menleveleket.  Amikor megtudta, hogy a Duna-parti (Szent István körút 2.) nyilas házban zsidókat tartanak fogva, megvesztegetett 4000 pengővel egy Wehrmacht-katonát, és vele együtt ment el a nyilasokhoz, követelve, hogy a listáján szereplő zsidókat engedjék át nekik, mert a német hadsereg akarja dolgoztatni őket. Mindezért a Jad Vasem emlékhatóság 1985. március 19-én a Világ Igaza kitüntetést adományozta neki.

## Művei
- Sík Sándor, Tizenkétcsillagú korona: Versek a Boldogságos Szűz Máriáról, Budapest, 1947. – Illusztrációk.
- Budapesti Piarista Gimnázium érettségiző osztályainak tablói, 1953 (IV.A-B), 1954 (IV.A, IV.C.), 1955 (IV.B), 1956 (IV.B), 1957 (IVB).
- Sík Sándor portréja, 1955 körül (Piarista Múzeum, 2011.056.1.P lelt. szám)

## Családja
Felesége, Jeremiás Mária (*1909) zsidó származású volt, aki 1938-ban áttért a katolikus hitre. Négy gyermekük született: Gergely, Emese, Ildikó és Tünde (*1949). Utóbbi eleinte zongorázni tanult, és 1968-ban az UNESCO egyik magas rangú tisztviselőjének köszönhetően engedélyt kapott, hogy tanulmányait Párizsban folytassa. Franciaországban politikai menedékjogot kért, és kapott, majd 1973-ban a Mária Katalin nevet vette föl, és megalapította a Szeplőtelen Szűz Kisnővérei (Petites Sœurs de l'Immaculée) nevű szerzetesi közösséget. Később, 1982-ben a közösség az Izrael Kisnővérei (Petites Sœurs d'Israël), ő maga pedig a Myriam (du Coeur Sacerdotal) anya nevet vette föl.